# Punta Penna Grossa

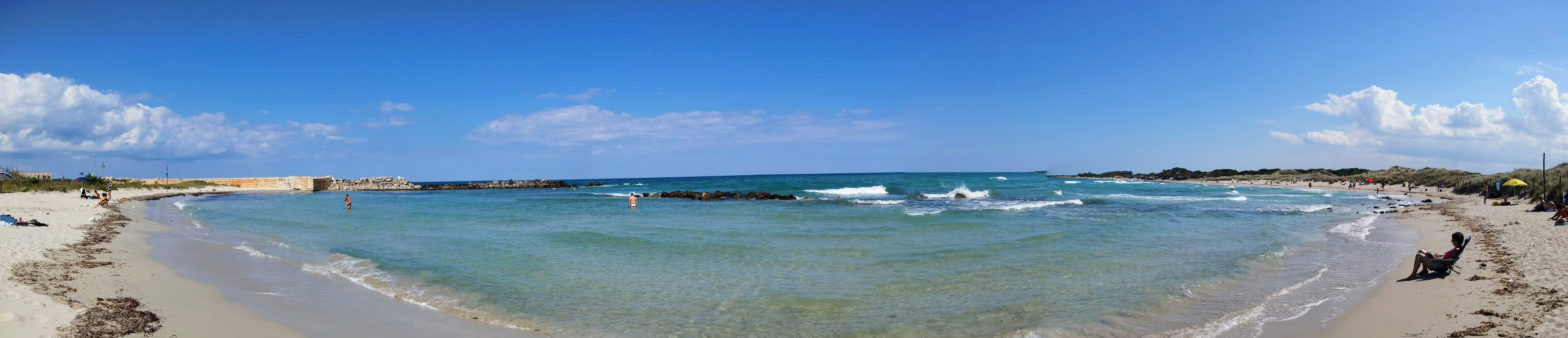
Panorama della spiaggia di Punta Penna Grossa

Punta Penna Grossa è l'estremità settentrionale della riserva naturale statale Torre Guaceto, nel brindisino, sul mare Adriatico; si trova nel territorio del comune di Carovigno, a 17 km da Brindisi.
Rientra nella zona protetta come categoria "C", ossia zona di riserva parziale. La spiaggia di sabbia si prolunga verso l'interno in un interessante succedersi di dune, fino alla macchia mediterranea. È caratterizzata, come tutta la zona protetta, dalla presenza di acqua dolce palustre.

## Storia
A circa 1 Km dalla costa in località Scianolecchia sono stati rinvenuti i resti di un edificio di epoca romana.